# Strophocheilidae
Strophocheilidae es una familia gastrópodos  pulmonados terrestres dentro de la superfamilia Acavoidea que ocurren en la Amercia del Sur.

## Subfamilias y géneros
Incluye dos subfamilias y cuatro géneros:
- subfamilia Strophocheilinae Pilsbry, 1902
  - género Anthinus
  - género Catracca[3]
  - género Gonyostomus
  - género Mirinaba
  - género Speironepion
  - género Strophocheilus
- subfamilia Megalobuliminae Leme, 1973
  - género Megalobulimus